# Diocesi di Bettona
La diocesi di Bettona (in latino: Dioecesis Bictoniensis) è una sede soppressa e sede titolare della Chiesa cattolica.

## Storia
La fondazione della comunità cristiana di Bettona è attribuita dalla tradizione al vescovo missionario san Crispolto, che una passio, non anteriore alla fine dell'XI secolo, lo riconosce come uno dei discepoli di Gesù, ma assieme che subì il martirio sotto l'imperatore Massimiano (III secolo). Altro vescovo che la tradizione assegna a Bettona ma senza fondamenti storici fu san Brizio. Entrambi questi santi sono venerati, come vescovi propri, anche da altre sedi episcopali umbre, quali Foligno e Martana.
La notizia secondo cui Bettona sarebbe stata una sede episcopale si fonda unicamente sulla partecipazione di Gaudenzio episcopus Vecconensis al concilio romano indetto da papa Ilario nel 465. I manoscritti riportano diverse varianti, tra cui Volsinensis, Vulsinensis e Veronensis: un Gaudenzio, santo, è attestato a Verona nella metà del V secolo, mentre un Gaudenzio di Bolsena prese parte al concilio romano del 499. La lezione comunemente accettata è tuttavia quella di Vecconensis, interpretata come corruzione per Vectonensis, ossia Bettona. Secondo Nicolangelo D'Acunto, «non ci sono elementi dirimenti nella questione della possibilità che Bettona fosse sede di una diocesi nell'alto medioevo».
« La mancanza di successive attestazioni di vescovi locali significherebbe comunque che la diocesi fu soppressa, forse durante la guerra greco-gotica, e inglobata in quella di Assisi, nel cui territorio Bettona gravitava anche dal punto di vista del potere civile. »
Dal 1968 Bettona è annoverata tra le sedi vescovili titolari della Chiesa cattolica; dal 22 dicembre 1999 il vescovo titolare è Álvaro Efrén Rincón Rojas, già vicario apostolico di Puerto Carreño.

## Cronotassi

### Vescovi residenziali
- San Crispolto ? †
- San Brizio ? †
- Gaudenzio † (menzionato nel 465)

### Vescovi titolari
- Ignatius Phakoe, O.M.I. † (18 giugno 1968 - 23 luglio 1989 deceduto)[7]
- Sławoj Leszek Głódź (21 gennaio 1991 - 7 marzo 1998 dimesso)[8]
- Álvaro Efrén Rincón Rojas, C.SS.R., dal 22 dicembre 1999